# Jorge Ortiz (cantante)
Jorge Ortiz (Buenos Aires, Argentina, 18 de septiembre de 1912 – ibídem, 18 de febrero de 1989, cuyo nombre real era Juan Edelmiro Alessio, fue un cantor dedicado al género del tango que trabajó en diversas orquestas, recordándosele especialmente por sus actuaciones con la de Rodolfo Biagi, en la que fue su vocalista más destacado.

## Actividad profesional
Nació en el barrio de San Cristóbal y estudió canto en su adolescencia con el maestro Eduardo Bonessi, quien lo presentó en 1933 en un concurso de Radio Cultura que, por ser el ganador, lo contrató para trabajar, utilizando profesionalmente hasta 1939 el nombre de Juan Alessio.
Posteriormente, Azucena Maizani lo escuchó cantar y lo presentó en Radio Belgrano, cuyo director artístico Pablo Osvaldo Valle lo contrató para actuar  acompañado por un conjunto estable de la emisora integrado por un trío de guitarristas dirigidos por Pascual Avena. En 1935 pasó a integrar la orquesta de Edgardo Donato, donde ya cantaban Antonio Maida, Alberto Gómez y Hugo del Carril, e intervienen en sus dos primeras grabaciones, que fueron de los tangos Dios lo sabe y Rosalinda. Ese mismo año cantó el tango Picaflor en la película del mismo nombre dirigida por Luis José Moglia Barth, pieza que después grabó para su difusión comercial. El 16 de junio de ese año registró, siempre con la orquesta de Donato, El día que me quieras.
El 25 de mayo de 1936 participó con la orquesta de Donato en un gran festival organizado por la discográfica RCA Victor conmemorando un aniversario de la Revolución de Mayo junto con importantes figuras del tango que eran artistas de ese sello, como Juan D'Arienzo con el cantor Walter Cabral, Osvaldo Fresedo con Roberto Ray y Francisco Lomuto con la voz de Jorge Omar.
En 1937 pasó a trabajar en la orquesta de Antonio Arcieri y al año siguiente se incorporó a la de Antonio Bonavena. En 1939 actuó en el conjunto dirigido por Gerónimo Sureda por Radio Belgrano y allí comenzó a usar el nombre artístico de Jorge Ortiz.  Al año siguiente lo tomó Rodolfo Biagi en reemplazo del cantor Andrés Falgás y el 19 de junio grabó con esta orquesta el tango Todo te nombra, de Francisco Canaro e Ivo Pelay. Ortiz se desvinculó un corto período para actuar con Miguel Caló e inmediatamente volvió con Biagi, llegando a ser la voz emblemática del conjunto y su cantor más exitoso. De esa época se recuerdan en especial sus interpretaciones de Yuyo verde, Indiferencia, Pájaro ciego, Misa de once y Soledad la de Barracas así como Carillón de La Merced, Humillación, Por un beso de amor, Si de mí te has olvidado y Zaraza.
Miguel Caló contrató a Ortiz para reemplazar a Raúl Berón y en enero de 1943 grabó con la nueva orquesta los tangos A las siete en el café de Armando Ballioti y Santiago Adamini, Barrio de tango de Aníbal Troilo y Homero Manzi y Pa' que seguir , de Fiorentino y Pedro Lloret. La combinación de Caló y Ortiz no tuvo la repercusión que esperaban y a los seis meses se alejó dejando como última grabación la del 10 de junio de 1943 de la milonga Pobre negra de Enrique Francini y Homero Expósito.
Ortiz inició entonces una gira de trabajo hasta noviembre de 1944 que lo llevó sucesivamente por Brasil, Venezuela y Chile. De vuelta en Argentina, el 2 de enero de 1945 inició una nueva etapa como cantor de la orquesta de  Biagi, con la cual el 24 de enero de 1945 grabó un disco que tuvo un gran éxito con los tangos Magdala, de Gorrindo y Biagi y Yuyo verde, de Homero Expósito y Domingo Federico. Esta colaboración fue muy breve y se desvincularon sin que hasta ahora se conozca la causa. En 1946 Ortiz formó rubro con el bandoneonista Jorge Argentino Fernández y su orquesta y actúan en el Café Marzotto de la calle Corrientes; más tarde, organizó su propio conjunto dirigido por Adolfo Grippo, que había sido bandoneonísta de Biagi.
Durante 1947 y 1948, actuaron en Radio Splendid, animaron bailes y realizaron giras actuando fuera de Buenos Aires. En 1949 se radicó en Brasil y desde allí hizo giras por toda América. Retornó a Argentina en 1952 y con la orquesta dirigida por Ricardo Pedevilla grabó para la discográfica Pampa-Odeon, el tango Misa de once. Estuvo retirado de la actividad profesional entre 1953 y 1957, año en el que la reinicia en Uruguay, con la orquesta local de Esteban Martínez —Pirincho—, en distintos espectáculos y en la emisora Radio Carve de Montevideo. Volvió a Brasil en 1959, se radicó en Río de Janeiro y continuó trabajando. En 1975 participó en Colombia en el homenaje a Gardel organizado por Raúl Iriarte y en 1979 acompañado por Hugo Duval, otro de los cantores importantes de Biagi y con la Orquesta Símbolo Rodolfo Biagi, realizó en el programa Ronda de Ases conducido por Héctor Larrea por Canal 11 su última actuación en Buenos Aires.
En 1983 retornó a Colombia para actuar y grabar un disco larga duración para el sello Sonolux, con una orquesta típica local, con la participación de músicos argentinos.
El 18 de febrero de 1989 falleció por un síncope cardíaco dejando grabados 4 temas con Edgardo Donato, 37 con Rodolfo Biagi, 7 con Miguel Caló, 1 con Ricardo Pedevilla y 12 registrados en Colombia.